# エディ・グラント
エディ・グラント（Eddy Grant）ことエドモンド・モンタギュー・グラント（Edmond Montague Grant 1948年3月5日 - ）は、ガイアナ系イギリス人のシンガーソングライター、マルチ奏者。ポップス、ブリティッシュ・ロック、ソウル、ファンク、レゲエ、電子音楽、アフリカのポリリズム、サンバなどのラテン音楽といったジャンルを融合させたサウンドで知られるほか、「リングバング」という音楽ジャンルの開拓に貢献した。彼は、イギリスで最初の人種統合されたポップグループの1つであるイコールズ (The Equals) の創設メンバーだった。その後、ソロキャリアにおいてシングル「エレクトリック・アベニュー」を国際的にヒットさせた。

## 生い立ち
グラントはイギリス領ギアナ（現・ガイアナ）のプレザンスで生まれ、後にリンデンに移った。父パトリックは、「Nello and the Luckies」というバンドのトランペット奏者だった。彼が学校に通っている間、両親はイギリスで出稼ぎし、彼の教育のためにお金を仕送りした。
1960年、彼はロンドンのケンティッシュ・タウンに住む両親のもとに移住した。彼はタフネル・パークの総合学校であるアクランド・バーリー・スクールで中等教育を受け、楽譜の読み書きを学んだ。この頃フィンズバリー・パーク・アストリアで演奏するチャック・ベリーを見て大ファンになり、音楽のキャリアを積むことを決心した。

## キャリア

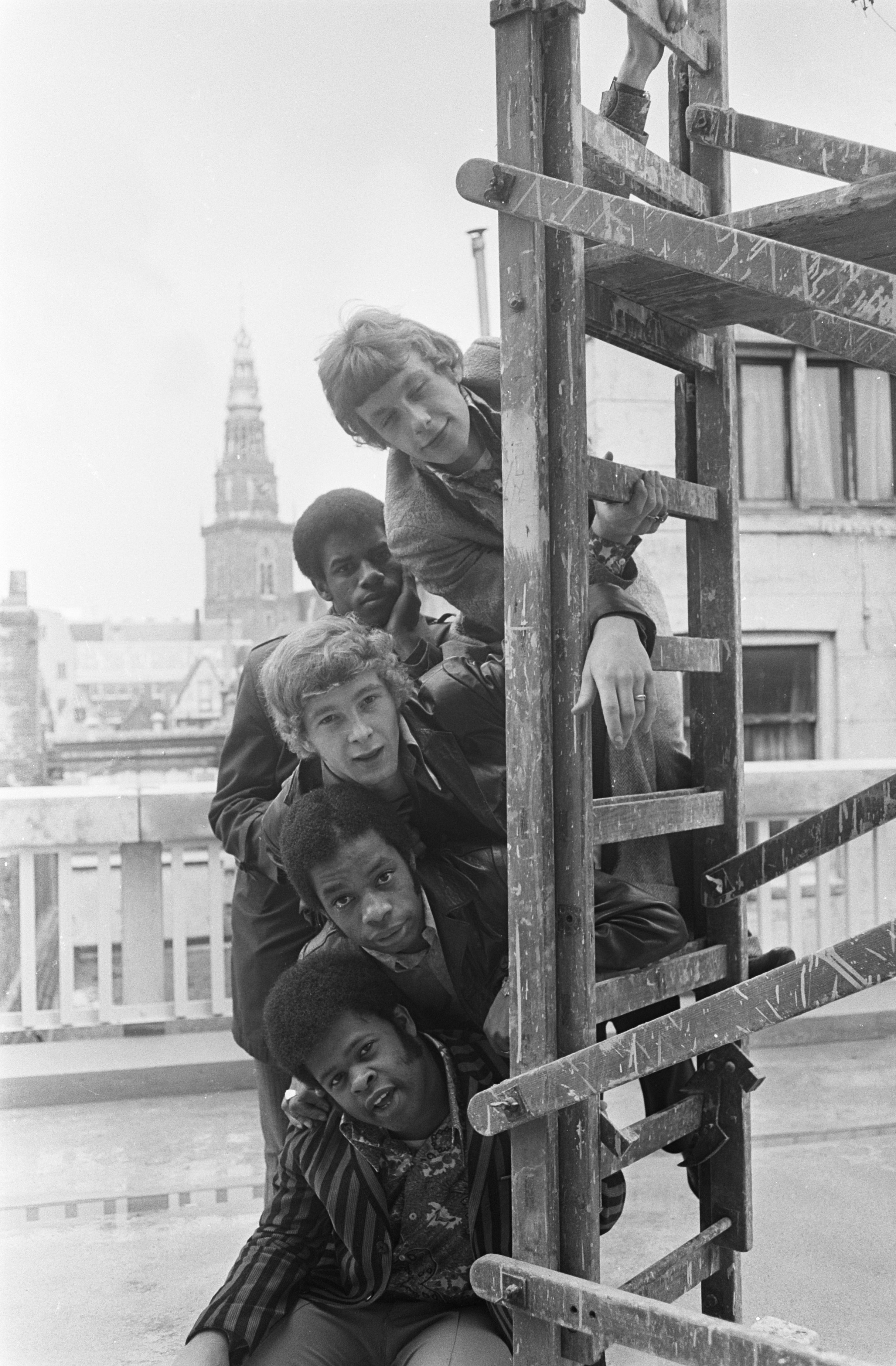
「イコールズ」時代のグラント（後ろ）。1968年4月にアムステルダムで撮影

1965年、グラントはイコールズを結成し、ギターを弾き、バックグラウンドボーカルを歌った。バンドは、2作のアルバムおよびシングル「I Get So Excited」でマイナーヒットを記録したのち、1968年にグラント作曲の「Baby, Come Back」で全英シングルチャート1位を記録した（「Baby, Come Back」は、1994年に、パト・バントンがレゲエグループ「UB40」のロビン・キャンベルとアリ・キャンベルをフィーチャーしてカバーし、同じく全英1位を獲得した）。
イコールズは、1970年代の終わりまでにイギリスでさらに5つのトップ40ヒットを記録した。上記ヒットと同題のアルバム『Baby Come Back』収録の「ポリス・オン・マイ・バック (Police on My Back)」を、ザ・クラッシュ（アルバム『サンディニスタ』）やウィリー・ナイル（アルバム『Streets of New York』）がカバーしているほか、アルバム『Supreme』収録の「Green Light」はデトロイト・コブラズ（アルバム『Tied & True』）がカバーしている。
1982年以降、グラントはバルバドス（のちに「ブルー・ウェーブ・スタジオ」を設立した地）に拠点を置き、同年、彼の最も成功したアルバム『カリビアン・キラー (Killer on the Rampage)』をリリースした。イギリスでアルバムチャート首位を3週間保ったほか、シングルカットされた「エレクトリック・アベニュー」は、イギリス・アメリカ双方のチャートで2位となった。彼はこのかたわら、David Rudder、Mighty Gabby、Tamu Hibbert、Grynnerなどのカリブ地域のアーティストのプロデュースとプロモーションを開始した。
映画『ロマンシング・ストーン 秘宝の谷』（1984年）のタイトル曲「カリビアン・ロマンス (Romancing the Stone)」は、映画本編では流されなかったため、イギリスではトップ50外と失速したが、アメリカとカナダではヒットした。その後のアルバム『カリビアン・ロマンス (Going For Broke)』（1984年）、『ボーン・タフ (Born Tuff)』（1987年）、および『File Under Rock』（1988年）はチャート入りに失敗し、ヒットシングルを生み出せなかった。1987年、グラントはエドワード王子のチャリティーテレビ特別番組「The Grand Knockout Tournament」に参加した。グラントは1988年に反アパルトヘイトを歌ったシングル「ギミー・ホープ・ジョアンナ (Gimme Hope Jo'anna)」で全英7位となり、チャートに復帰した。なお、この曲は南アフリカ政府によって発売が禁止された。
1980年代後半、彼は音楽出版やナイトクラブなどの他のビジネス上の利益を追求し、「ブルー・ウェーブ・スタジオ」を設立。ローリング・ストーンズ、スティング、クリフ・リチャード、エルヴィス・コステロが使用し、成功を築き上げた。

## ディスコグラフィー

### アルバム
- エディ・グラント Eddy Grant（1975）
- メッセージ・マン（英語版） Message Man（1977）
- ウォーキング・オン・サンシャイン（英語版） Walking on Sunshine（1979）
- ジェノサイド Love In Exile（1980）
- キャント・ゲット・イナフ（英語版） Can't Get Enough（1981）
- カリビアン・キラー（英語版） Killer on the Rampage（1982）
- カリビアン・ロマンス（英語版） Going For Broke（1984）
- ボーン・タフ Born Tuff（1986）
- File Under Rock（1988）
- Barefoot Soldier（1990）
- Paintings of the Soul（1992）
- Soca Baptism（1993）
- Hearts And Diamonds （2000）
- Reparation（2006）
- Plaisance（2017）

### 主なヒットシングル
- ドン・ワナ・ダンス（英語版） I Don't Wanna Dance（1982）※全英1位
- エレクトリック・アベニュー（英語版） Electric Avenue（1983）※全英2位・全米2位
- カリビアン・ロマンス（英語版） Romancing the Stone（1984） ※全米26位・カナダ7位
- 街角ボーイズ Boys in the Street（1984） ※全英78位
- ギミー・ホープ・ジョアンナ（英語版） Gimme Hope Jo'anna（1988） ※全英7位・オランダ1位・ベルギー1位